# Jacek Trzeciak
Jacek Trzeciak (ur. 26 grudnia 1971 w Bielawie) – polski piłkarz występujący na pozycji pomocnika, trener.

## Kariera piłkarska
Pierwszy występ w ekstraklasie zaliczył w sezonie 1998/99 w Ruchu Radzionków. Kluby piłkarskie, w których grał to m.in. LKS Wojnowice, Rafako Racibórz, Rymer Niedobczyce, Ruch Radzionków, Włókniarz Kietrz, RKS Radomsko oraz Polonia Bytom. W tej ostatniej występował od sezonu 2004/05 aż do zakończenia profesjonalnej kariery. W sezonie 2006/07 awansował z Polonią do ekstraklasy. Po sezonie 2009/10 zakończył profesjonalną karierę sportową. W późniejszych latach grał jeszcze w drużynach amatorskich (Czarni Sucha Góra, Zgoda Zawada Książęca, Naprzód Borucin).

## Kariera trenerska
Od 9 września 2019 do 29 czerwca 2020 był trenerem pierwszoligowej Olimpii Grudziądz. W lipcu 2022 został trenerem Odry Wodzisław Śląski

## Sukcesy

### Trener
Polonia Bytom
- III liga (grupa IV) Mistrzostwo: 2014/15